# ガンダムシリーズ一覧

ガンダムシリーズ一覧は、バンダイナムコグループが有するIP『機動戦士ガンダム』を題材にした一連のメディアミックス作品群の記事である。主に「宇宙世紀シリーズ」、「オルタナティブシリーズ」、「SDガンダム」、それら以外の作品群に大別される。
各作品はいくつかの世界設定を共有している。例外もあるが正式な作品のクレジットにはサンライズの共同筆名である矢立肇と、シリーズ第1作を手掛けた富野由悠季の名義を入れることが慣習となっている。

## 概要
ガンダム（IP）は、映像作品を中心に、ガンプラなどのトイホビー、コンピュータゲーム、専門雑誌やコミックなどの書籍、ネットワークコンテンツ、アミューズメント施設など、さまざまな分野に展開する多角的な戦略を通じて、日本を代表するIPへと成長を遂げている。
1994年にサンライズがバンダイグループ（当時）の傘下に入り、さらに2020年には創通がバンダイナムコホールディングスの完全子会社となったことで、ガンダムはバンダイナムコの自社IPとなった（なお、サンライズは2022年にバンダイナムコフィルムワークスとして統合・再編されている）。
2021年には「ガンダムプロジェクト」が発足。ガンダムを世界最大級のIPに成長させることを目的としており、2025年度のIP売上高1500億円を目標に、海外市場の拡大/グローバル戦略が推進されている。第3代チーフガンダムオフィサー（CGO）の藤原孝史は、今後ガンダムを「IP」から「SP」（ソーシャルプロパティ＝社会的アイコン）に進化させる旨を述べている。
2021年度に初めてグループ内でのIP年間売上高が1,000億円を超え、2024年度に年商1,535億円（目標の年商1,500億円）に達するなどIPとして著しい成長を遂げた。
メディアミックスによって重厚な世界設定が構築され、その膨大な情報量は古今の物語の中でも類例がないと言われている。宇宙世紀とは別世界として展開されていたオルタナティブ作品は、『∀ガンダム』における「黒歴史」という設定によって結び付けられ、神話めいた壮大な宇宙史となった。

## 宇宙世紀シリーズ
「宇宙世紀」を舞台にした作品群。「∀ガンダム」「Gのレコンギスタ」も宇宙世紀シリーズに分類されている。

## オルタナティブシリーズ
宇宙世紀以外の紀年法を採用した作品群。「ガンダムビルドシリーズ（一部を除く）」も含まれている。

## ガンプラを題材にした作品
ガンダムビルドシリーズ（一部を除く）はオルタナティブシリーズに分類される。

### 映像作品（ガンプラ）
- 「ガンダムビルドリアル」 Webドラマ 本広克行、田中佑和 【全6話】 2021年
- 「模型戦士ガンプラビルダーズ ビギニングG」 OVA 松尾衝 【全1巻(3部)】2010年
  - 漫画「模型戦士ガンプラビルダーズA」 岩本佳浩 角川書店 2010年–2011年
- 「ガンダムブレイカー バトローグ」 Webアニメ 大張正己 【全6話】 2021年

### ゲーム作品（ガンプラ）
- 「ガンダムブレイカー」 ゲーム バンダイナムコゲームス クラフト&マイスター 2013年
  - ゲーム「ガンダムブレイカー2」 バンダイナムコゲームス クラフト&マイスター 2014年
  - ゲーム「ガンダムブレイカー3」 バンダイナムコエンターテインメント クラフト&マイスター 2016年
  - ゲーム「New ガンダムブレイカー」 バンダイナムコエンターテインメント クラフト&マイスター 2018年
  - ゲーム「ガンダムブレイカー4」 バンダイナムコエンターテインメント クラフト&マイスター 2024年
  - ゲーム「ガンダムブレイカーモバイル」 バンダイナムコエンターテインメント 2019年

### 書籍作品（ガンプラ）
- 「プラモ狂四郎 [注 2]」 漫画 やまと虹一、クラフト団 講談社（KC【全15巻】、愛蔵版【全11巻】/ KCDX【全6巻】/ KPC【全13巻】） 
  - 派生作品に関してはプラモ狂四郎#関連作品を参照。
- 「模型戦士ガンプラビルダーズJ」 ホビージャパン 2011年-2012年
- 「模型戦士ガンプラビルダーズD」 アスキー・メディアワークス 【全2冊】 2011年-2012年
- 「ガンプラ戦記 ジャブローズ・スカイ」 漫画 原作：ゆきもり 作画：ロドリゲス井之介 小学館【全5巻】 2015年-2017年
- 「HGに恋するふたり」 漫画 工藤マコト 角川書店【既刊3巻】 2019年-

## SDガンダムを題材にした作品
武者・騎士・コマンド戦記といったシリーズに代表されるように、同一もしくは複数の世界設定のもと展開されている。

## ゲーム作品
- ガンダムゲーム全般についてはガンダムシリーズのゲーム作品を参照
- 宇宙世紀のゲーム原作作品は宇宙世紀シリーズ#ゲーム作品の節を参照。
- オルタナティブシリーズのゲーム原作作品はオルタナティブシリーズ#ゲームの節を参照。
- ガンプラを題材にしたゲーム作品については#ゲーム作品（ガンプラ）を参照。

- 「モノアイガンダムズ」
  - ゲーム「SDガンダム GGENERATION モノアイガンダムズ」 バンダイ ヴァンガード 2002年
  - ゲーム「SDガンダム GGENERATION DS」 バンダイ ヴァンガード 2005年

## その他の作品
上記のシリーズとは世界設定が異なる作品群。
- 「GREAT ADVENTURE OF GUNDAM」 漫画 SUEZEN サイバーコミックス（未単行本化） 1989年
- 「アベニールをさがして」 小説 富野由悠季 朝日ソノラマ【全3巻】 1995年-1996年
- 「いけ! いけ! ぼくらのシャイニングアッガイ!!」 漫画 ことぶきつかさ バンダイ（「いけ！いけ！僕らのVガンダム!!」単行本描き下ろし） 1994年
  - 漫画「いけ！いけ！ぼくらのシェンロンアッガイ」 ことぶきつかさ 角川書店（2012年の新装版「ことぶきつかさ短編集 いけ！いけ！僕らのVガンダム!!」に収録） 1995年
  - 漫画「いけ！いけ！ぼくらのウイングアッガイ」 ことぶきつかさ 角川書店（同上） 1995年
- 「私立ガンダム学園」 漫画 ぶるまほげろー メディアワークス【全1巻】 1995年
- 「フォー・ザ・バレル」 小説 大塚ギチ 月刊ニュータイプ（未単行本化） 2000年-2002年
  - 漫画「FOR THE BARREL "1984"」 コヤマシゲト 月刊ニュータイプ（未単行本化） 2000年-2001年
- 「機動戦士ガンダムALIVE」 漫画 シナリオ構成：皆川ゆか、作画：高山瑞穂 講談社【全5巻】 2006年–2008年
- 「妹ガンダム」 漫画 徳光康之 角川書店【全3巻】 2006年-2007年
- 「犬ガンダム」 漫画 唐沢なをき 角川書店【全2巻】 2006年-2007年
  - 漫画「犬Ζガンダム」 唐沢なをき  角川書店（犬ガンダム単行本に収録）
- 「ガンフリ GUNDAM FREAK Girls」 漫画 桂よしひろ ガンダムエーススペシャル、ガンダムエース（未単行本化） 2006年-2007年
- 「俺は生ガンダム」 漫画 羽生生純 角川書店 2006年-2009年
  - 漫画「俺は生ガンダムUC」羽生生純  角川書店 2011年-2014年
- 「ガンオタの女」 漫画 左菱虚秋 角川書店【全3巻】 2007年–2008年
- 「フュージョン戦記ガンダムバトレイヴ」 漫画 一式まさと 集英社【全2巻】 2008年–2009年
- 「ドム子の青春日記」 漫画 筒井旭 角川書店（「Gの食卓」に収録） 2008年
- 「機動戦士ガンダム Gの食卓」 漫画 筒井旭 角川書店 2008年–2009年、2010年
- 「機動戦士ぶよガンダム」 漫画 唐沢なをき 角川書店【全2巻】 2009年-2010年
- 「ガンダム系の人々」 漫画 よしたに 角川書店 2010年-2014年
- 「ガンダムEXA」 漫画 シナリオ：千葉智宏（スタジオオルフェ）、作画：ときた洸一 角川書店【全7巻】 2011年-2014年
  - 漫画「ガンダムEXA VS」 シナリオ：千葉智宏（スタジオオルフェ）、作画：ときた洸一 角川書店【全7巻】 2014年-2017年
- 「アイアンアッガイ」 漫画 曽野由大 角川書店 2013年-2014年
- 「アパートメント・オブ・ガンダム」 漫画 春風邪三太 小学館【全4巻】 2013年-2015年
- 「ガンダムvsハローキティプロジェクト特別PV」 Webアニメ 【全3話】 2019年-2020年
- 「機動戦史ガンダム武頼」 漫画：礒部一真 デザイン協力：諸星佑吾 角川書店【全5巻】 2019年-
- 「シャアとアムロと老いと —安らぎの地平へ—」 漫画 川崎順平 角川書店 2019年-2020年
- 「アラサーOLハマーン様」 漫画 いわさきまさかず　角川書店【既刊7巻】 2020年-
- 「Project N-EXTREME」（メディアミックス企画）
  - 漫画「機動戦士ガンダム N-EXTREAM」 水口鷹志 角川書店【既刊3巻】 2022年-
- 「機動絶記ガンダムSEQUEL」 漫画 脚本：井上敏樹、作画：千明太郎 ヒーローズ【既刊4巻】 2022年-